# Spiroctenus inermis
Espèce
Synonymes
- Hermachastes inermis Purcell, 1902

Spiroctenus inermis est une espèce d'araignées mygalomorphes de la famille des Bemmeridae.

## Distribution
Cette espèce est endémique d'Afrique du Sud. Elle se rencontre au Cap-Occidental vers Clanwilliam et au Cap-du-Nord vers Nieuwoudtville et Calvinia.

## Description
Les mâles mesurent de 12 à 14 mm.

## Publication originale
- Purcell, 1902 : New South African trap-door spiders of the family Ctenizidae in the collection of the South African Museum. Transactions of the South African Philosophical Society, vol. 11, p. 348-382 (texte intégral).